# 津金胤臣
津金 胤臣（つがね たねおみ）は、江戸時代中期の武士。一般的には津金 文左衛門（つがね ぶんざえもん）の名で知られる。

## 略歴
津金氏は清和源氏佐竹氏もしくは武田氏の流れとされ、『寛政重修諸家譜』では、佐竹昌義の後裔とし、津金対馬守某が甲斐国巨摩郡津金に住んだことから始まるとされる。
享保12年（1727年）9月9日、尾張国名古屋（現在の愛知県名古屋市東区平田町）で、尾張藩士・津金胤忠の長子として生まれる。幼名は薪之丞。津金氏は甲斐武田の家臣であったが武田勝頼が滅びたのちに尾張へ移り住んだもので、尾張藩に仕えて胤臣で7代目であった。
寛保2年（1742年）、父・胤忠が急逝したため16歳で家督を継ぎ、馬廻や藩主・徳川宗睦の世子である徳川治休の小姓を経て守役を務めた。漢学を須賀精斎・亮斎親子に、和歌を冷泉為泰に学ぶなど学問に親しむとともに武術にも秀で、また経済・土木など実学にも長けた人物であったという。この後、宝暦3年（1753年）36歳にして金方納戸役となり、その後も明和元年（1764年）に勘定奉行、安永6年（1777年）に先手物頭と要職を歴任。寛政元年（1789年）には62歳の高齢ながら錦織奉行となった。
寛政3年（1791年）には熱田奉行兼船奉行に任ぜられ、寛政12年（1800年）から熱田前新田の干拓事業を指揮。また、晩年には海西郡で飛島新田（現在の海部郡飛島村）干拓に携わったが、これの完成した享和元年12月19日に病没。享年76。
墓所は大須の大光院に置かれていたが、1952年（昭和27年）に改葬されている。なお、この改葬の際のアクシデントがきっかけで、死後150年を経て切腹説が流布することとなった。

### 加藤民吉との出会い
胤臣は熱田前新田の開拓民としてこの地に居た加藤吉左衛門景高・民吉親子と出会い、これが後に瀬戸窯に磁器をもたらすきっかけとなった。
当時の瀬戸では陶器だけが生産されていたが、肥前磁器（伊万里焼）など磁器の台頭によって苦境に喘ぎ、「窯を継ぐのは長子だけ」「一戸にろくろ1つのみ」など窯数の制限が行なわれて、吉左衛門も長男に窯を譲ったのち次男である民吉ら家族とともに熱田に移り住んでいた。彼らが瀬戸から来た陶工であることを知った胤臣は、かねて入手していた清国の『陶説』に書かれていた染付磁器（南京石焼）の作り方について指導し、知多郡加家から土を取り寄せるとともに、熱田新田の古い堤防を利用して窯を築かせるなどしてこれを焼かせ、続いて藩と瀬戸の陶工らに働きかけて、瀬戸で次男以下にこの「新製焼」の窯を開くことを認めさせている。
なお、当初の新製焼は肥前磁器などに品質で劣るものであったため、胤臣の没後にその遺志を継いだ養嗣子の津金庄七（胤貞）、瀬戸代官・水野権平や瀬戸村の庄屋で陶工でもあった四代 加藤唐左衛門らが尽力して、国内の磁器の本場である肥前に民吉を送り出している。

### 切腹説の流布
戦後、名古屋市の戦災復興事業に伴い市内に点在する寺院の墓所を平和公園へ移すことが決まり、胤臣が埋葬されていた大光院でも墓地の改葬作業が行なわれた。
1952年5月11日、土中から胤臣の棺を引き上げる際に木棺の蓋がはずれて遺体が露出する事態が起きる。胤臣の遺体は屍蝋化した状態であったが、棺の中に血の付いたと思しき布があったことから「胤臣は飛島新田開発による藩庫窮迫の責任を負って切腹した」との風説が流れることとなった。胤臣の死因については尾張藩の『藩士名寄』において病死と記されており、後述する「津金君遺愛碑」にも「微疾あり」との記述があって、亡くなる直前には療養中であったことが窺える。また、津金家の子孫にも切腹したという話は伝わっておらず、そもそも遺体は体を折り曲げた姿勢だったため、傷口などを確認できる状態ではなかったのだが、日本画家の山田秋衛が同年に『郷土文化』第七巻・第四号に寄せた一文で発掘の様子を記し、ここで「調査研究の何物にも立ち入っていない」と断りを入れながらも先に記した「胤臣切腹説」を挙げており、この影響が少なくないと考えられる。

### 飛島村への改葬

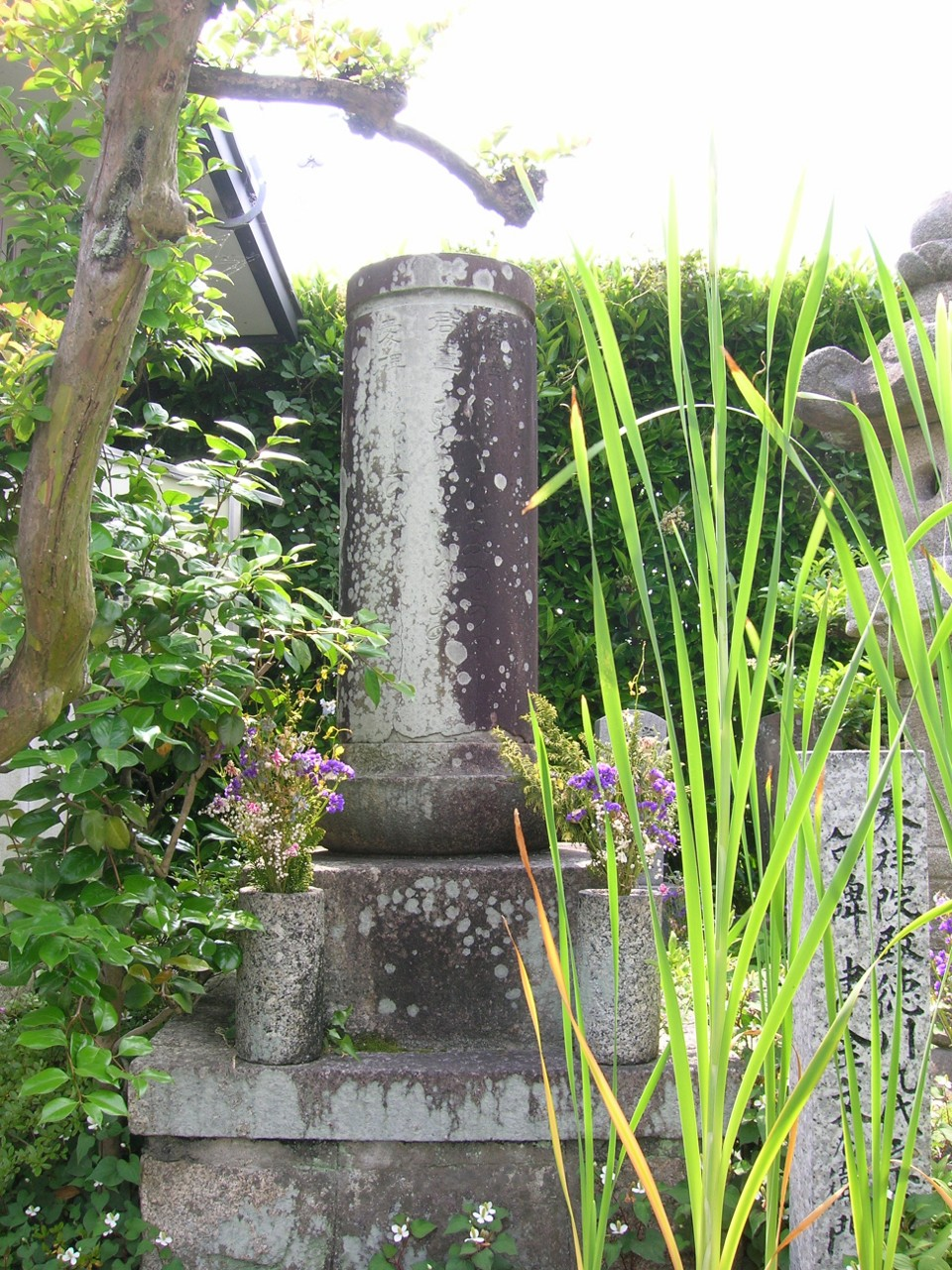
津金君遺愛碑（長昌院）

当時、中区で菓子製造業を営んでいた飛島村出身の人物が、胤臣の遺体が見つかったことを知って、墓所を含めた飛島村への改葬を名古屋市や津金家などに申し入れた。
飛島村では胤臣を郷土の恩人として語り伝えていたこともあり、遺体は名古屋市や大光院、津金家の許諾を得て、発掘から数日後に村内の長昌院へと移送して改葬法要を行なったのち、荼毘に付されて遺骨は遺族と分骨された。墓碑については名古屋市に整備計画があったことからこれを断念。胤臣が亡くなった直後に墓所に置かれ、胤臣絶筆あるいは辞世と言われる和歌が刻まれた歌碑「津金君遺愛碑」については、名古屋市が関与しないとしたため大光院の快諾を得てこれを長昌院に移している。また、胤臣の業績を顕彰するため、1953年（昭和28年）に村内の神明社に銅像が建てられた。
なお、大光院にあった墓碑は平和公園に移されたが、2010年（平成22年）の時点では新しいものになっており、元の墓碑の行方ははっきりしていない。